# Changara (distrito)
Changara é um distrito da província de Tete, em Moçambique, com sede na povoação de Luenha, tendo perdido o posto administrativo de Marara com a sua elevação a distrito em 2013.
Tem limite, a norte com o distrito de Marara, a oeste com o distrito de Cahora-Bassa, a sul e sudoeste o Zimbabwe, a sul com o distrito Barué (província de Manica), a sul e sudeste o distrito de Guro (também da província de Manica) e a leste o distrito de Moatize e a cidade de Tete. 
De acordo com o Censo de 1997, o distrito tem 119 551 habitantes e uma área de 6730 km², daqui resultando uma densidade populacional de 17,8 habitantes por km², antes da reforma de 2013.

## Divisão administrativa
O distrito está dividido em dois postos administrativos: Chioco e Luenha, compostos pelas seguintes localidades:
- Posto Administrativo de Chioco:
  - Chipembere
  - Mazue
  - N'Chenga
- Posto Administrativo de Luenha:
  - Dzunga
  - Luenha
  - Nhautenga